# Cerastium papuanum
Cerastium papuanum là loài thực vật có hoa thuộc họ Cẩm chướng. Loài này được Schltr. ex Mattf. mô tả khoa học đầu tiên năm 1929.